# Аліче-Суперіоре
Аліче-Суперіоре (італ. Alice Superiore, п'єм. Àles) — муніципалітет в Італії, у регіоні П'ємонт,  метрополійне місто Турин.
Аліче-Суперіоре розташоване на відстані близько 550 км на північний захід від Рима, 45 км на північ від Турина.
Населення — 713 осіб (2014).
Щорічний фестиваль відбувається 11 листопада. Покровитель — святий Мартин.

## Демографія
Населення за роками:

Станом на 31 грудня 2014 року в муніципалітеті офіційно проживало 15 іноземців з 4 країн, серед них 15 громадян країн Євросоюзу.

## Сусідні муніципалітети
- Фйорано-Канавезе
- Іссільйо
- Лессоло
- Луньякко
- Меульяно
- Пекко
- Руельйо
- Траузелла
- Віко-Канавезе
- Вістроріо